# Czerwona Gwiazda
Czerwona Gwiazda, Radziwiłłmonty (biał. Красная Звязда, Krasnaja Zwiazda; ros. Красная Звезда, Krasnaja Zwiezda) – wieś na Białorusi, w obwodzie mińskim, w rejonie kleckim, do 2008 roku siedziba sielsowietu (od 2008 roku siedzibą sielowietu są Janowicze).

## Historia
Mikołaj "Czarny" Radziwiłł (1515–1565) był jednym z najpotężniejszych magnatów Wielkiego Księstwa Litewskiego, pełniąc funkcje wojewody wileńskiego, marszałka wielkiego i kanclerza wielkiego litewskiego. Posiadał ogromne posiadłości ziemskie, w tym także Radzwiłłmonty pod Kleckiem.
Z czterech synów Mikołaja "Czarnego", Jerzy, wybrał karierę duchowną, zostając księdzem, a następnie biskupem i kardynałem, co oznaczało brak zainteresowania dziedziczeniem rodzinnych majątków. Trzej pozostali bracia, pod przewodnictwem najstarszego Mikołaja Krzysztofa "Sierotki", uzgodnili zasady sukcesji ojcowskich posiadłości. 
W 1586 roku ustanowili trzy ordynacje, mające na celu ochronę kluczowych dóbr (Nieświeża, Klecka i Ołyki) przed podziałem i sprzedażą. Te ordynacje, inspirowane zachodnioeuropejskimi majoratami, zakładały dziedziczenie przez najstarszych synów, a w przypadku braku bezpośrednich potomków, przechodzenie majątków na męskich krewnych z bocznych linii rodu. Zabraniały również sprzedaży i obciążania dóbr długami. Sejm zatwierdził te postanowienia w 1589 roku, a pierwszymi ordynatami zostali:
- Mikołaj Krzysztof "Sierotki" Radziwiłł w Nieświeżu,
- Stanisław Radzwiłł  w Ołyce
- Albrycht Radzwiłł  w Klecku.

I tak po śmierci Mikołaja "Czarnego" w 1565 Radzwiłłmonty stały się własnością Albrychta Radziwiłła a później jego kolejnych potomków.
Zamek w Klecku służył jako główna rezydencja ordynacji kleckiej, ale został zniszczony w 1660 roku podczas wojny z Rosją przez wojska Iwana Chowańskiego, a następnie w 1706 roku przez wojska szwedzkie w trakcie wojny północnej.
Po tych wydarzeniach głównym ośrodkiem ordynacji stały się Radziwiłłmonty. Znajdował się tam drewniany pałac należący do rodziny Radziwiłłów. Nie wiadomo precyzyjnie kiedy powstał, ale w XVI wieku już istniał.
W 1690 roku, po bezdzietnej śmierci IV ordynata Stanisława Kazimierza Radziwiłła starsza linia klecka rodu wygasła. Dziedzictwo przejął wtedy Dominik Mikołaj Radziwiłł wnuk Mikołaja Krzysztofa "Sierotki" z linii nieświeskiej, inicjując młodszą linię klecką.
Józef Mikołaj Radziwiłł, będący VIII ordynatem na Klecku w latach 1780–1783 wzniósł w Radziwiłłmontach nowy pałac w stylu klasycystycznym. Projekt budowli stworzył Carlo Spampani, nadworny architekt rodziny Radziwiłłów.
Leon Hieronim Radziwiłł (1808–1885), syn Marianny z Wodzińskich ks. Radziwiłłowej i Ludwika Mikołaja będący XII ordynatem na Klecku, był ostatnim przedstawicielem rodu, który traktował Radziwiłłmonty jako swoją rezydencję, choć tylko okazjonalnie. Większość swojego życia spędził w Petersburgu, służąc jako generał w armii carskiej. Nie mając własnych potomków, w 1874 roku postanowił przekazać ordynację klecką Antoniemu Fryderykowi Radziwiłłowi (1833–1904), ordynatowi nieświeskiemu. Od tego momentu aż do 1939 roku Radziwiłłmonty stały się częścią ordynacji nieświeskiej, a miejscowy pałac służył ordynatom z Nieświeża jako rezydencja myśliwska.
W 1875 roku księżna Maria Radziwiłłowa z domu de Castellane spędziła kilka miesięcy w Radziwiłłmontach. Podczas pobytu skupiła się na rewitalizacji parku, inspirując się angielskim stylem krajobrazowym, który wcześniej zastosowała w Nieświeżu. Z jej inicjatywy usunięto stare i zniszczone aleje, poszerzono polany widokowe oraz wycięto wiele drzew o niskiej wartości, zastępując je nowymi nasadzeniami. Dodatkowo utworzono kilka dużych stawów, korzystając z wody pobliskiej rzeki. Księżna osobiście zasadziła jedną z alei, co upamiętnia istniejący do dziś kamień z napisem: "Aleję tę zasadziła w roku 1875 Maria z Castellanów Antoniowa księżna Radziwiłłowa".

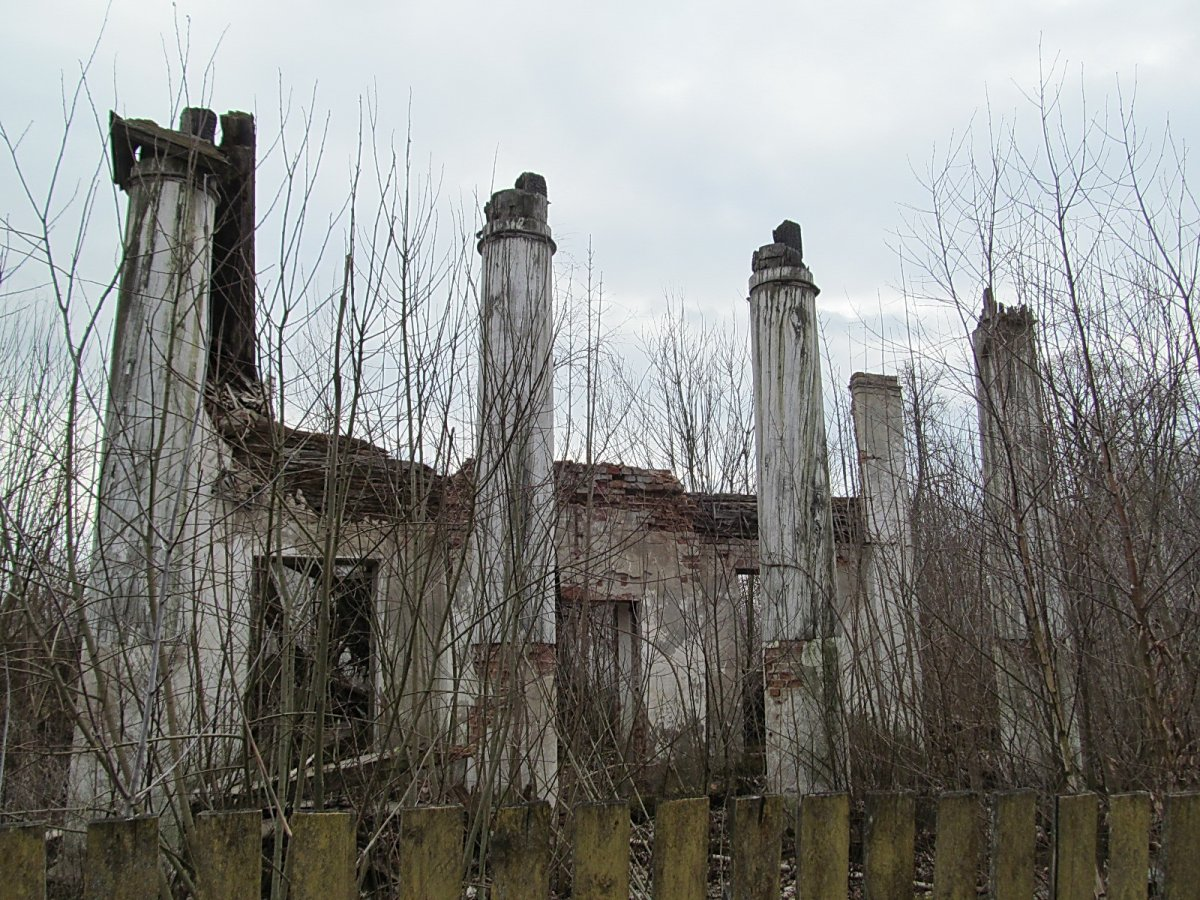
Radzwiłłmonty. Współczesne ruiny pałacu

W końcu XVIII wieku wieś należała do powiatu nowogródzkiego w województwie nowogródzkim. Pod koniec XIX wieku dobra należały do gminy Hrycewicze (powiecie słuckim) w drugim polskim okręgu kleckim. W okresie II Rzeczypospolitej w Radziwiłłmontach stacjonował 10 szwadron kawalerii KOP.
Po zakończeniu II wojny światowej miejscowość Radziwiłłmonty przestała istnieć pod swoją dawną nazwą; została przemianowana na Czerwoną Gwiazdę. W pałacu ulokowano pocztę, kino oraz dom kultury dla mieszkańców sowchozu. W 1990 roku wybuchł pożar, który strawił część dachu, ale nie podjęto się jego naprawy. Opuszczony budynek szybko popadł w ruinę.

## Zabytki
- Pałac w Radzwiłłmontach książąt Radziwiłłów, ordynatów kleckich[4][6]. Po zniszczeniu radziwiłłowskiego zamku w Klecku podczas wojny moskiewskiej, a później północnej, Radziwiłłmonty stały się głównym ośrodkiem ordynacji. Dobra pozostawały w ręku Radziwiłłów do 1939 roku, z tym, że od 1874 roku stały się częścią ordynacji nieświeskiej. Drewniany klasycystyczny pałac został zbudowany w latach 1780-83 przez księcia Józefa Radziwiłła, wojewodę trockiego, VIII ordynata kleckiego, według projektu nadwornego architekta Radziwiłłów Carlo Spampaniego. Rezydencję wzniesiono na miejscu wcześniejszych siedzib radziwiłłowskich istniejących tu od XVI wieku. Jest to budynek parterowy wzniesiony na planie wydłużonego prostokąta, zbudowany z dębowych bali, częściowo (od wewnątrz) oblicowanych cegłą. Część środkowa budynku została wyniesiona o pół piętra i wydzielona portykiem z czterema drewnianymi kolumnami, zwieńczonym trójkątnym frontonem. Bogaty detal portyku wykonany został w całości w drewnie. W części środkowej budynku od strony elewacji ogrodowej i przy jednej z elewacji bocznych znajdują się półkoliste dobudówki. W późniejszym czasie do fasad bocznych pałacu dostawiono dwie przybudówki. W tej, którą dobudowano do końca prawego skrzydła, znalazła miejsce oranżeria. Przybudówka po przeciwnej stronie mieściła tylko kilka małych izb oraz schody prowadzące na strych. Ostatnim Radziwiłłem, który traktował Radziwiłłmonty jako swoją siedzibę był książę Leon Radziwiłł (1808-85), X ordynat na Klecku. Ponieważ nie miał on dzieci, w 1874 r. przekazał ordynację klecką ordynatowi nieświeskiemu, Antoniemu Fryderykowi (1833-1904). Odtąd, aż do 1939 r., Radziwiłłmonty wchodziły w skład ordynacji nieświeskiej, a tutejszy pałac traktowany był przez ordynatów na Nieświeżu jako pałac myśliwski. Pałac został przebudowany po pożarze w 1909 roku. Po II wojnie światowej mieściła się tu poczta, kino i klub sowchozowy. Od czasu pożaru w 1990 roku, kiedy spaliła się część dachu, pałac pozostaje w ruinie i niszczeje w szybkim tempie.
- Spichlerz z galeryjką i niewielką wieżyczką, kryty dwuspadowym gontowym dachem drewniany dwukondygnacyjny. Główne wejście do budynku wiedzie przez nieduży portyk z kolumienkami. Drzwi wykonane z ułożonych we wzory deszczułek ozdobione są artystycznymi okuciami.
- Park krajobrazowy o powierzchni około 13 ha z alejami i kaskadą stawów. W 1875 r. przebywała w Radziwiłłmontach przez kilka miesięcy księżna Maria z de Castellanów Radziwiłłowa. W czasie tego pobytu zajęła się parkiem, któremu nadała – wzorując się na swoim dziele w Nieświeżu – styl angielski. Na jej polecenie zlikwidowano stare, wykruszające się aleje, poszerzono polany widokowe, wycięto wiele mało wartościowych drzew, nasadzając w ich miejsce nowe, utworzono kilka dużych stawów, wykorzystując do tego wodę z płynącej w pobliżu rzeki. Sama księżna zasadziła jedną aleję, co upamiętnia istniejący do dzisiaj głaz z następującym napisem: Aleję tę zasadziła w roku 1875 Maria z Castellanów Antoniowa księżna Radziwiłłowa[7].

## Urodzeni
- Artur Bartels[4][8]